# Los Cabos Open 2025
Los Cabos Open 2025 — тенісний турнір, що проходив на кортах з твердим покриттям у місті Лос-Кабос, Мексика з 14 липня. Належав до категорії ATP 250.

## Фінальна частина

### Одиночний розряд
Денис Шаповалов —  Александар Ковачевич 6–2, 6–4

### Парний розряд
Роберт Кеш /  Джеймс Трейсі —  Blake Bayldon /  Трістан Скулкейт 7–6(7–4), 6–4